# Joss il professionista
Joss il professionista (Le professionnel) è un film del 1981 diretto da Georges Lautner.
Film poliziesco che ha come protagonisti Jean-Paul Belmondo, Robert Hossein e Jean Desailly.
La storia è tratta dal romanzo del 1976 Death of a Thin-Skinned Animal di Patrick Alexander.

## Trama
Parigi, 1981. Un agente dei servizi segreti francesi, Joss Beaumont, viene incaricato dai propri superiori di eliminare il presidente locale di una piccola repubblica dell'Africa settentrionale, il colonnello Njala, colpevole di aver violato con la sua politica estera, gli interessi politici della Francia. Dopo un po' di tempo, però, tra varie trattative da parte dei due paesi, la situazione estera cambia, e Joss viene tradito dai suoi superiori ed arrestato dalle autorità africane con l'accusa di aver attentato alla vita del presidente. Durante il periodo della sua prigionia in Africa Beaumont capirà che per ritornare in Francia non avrà altra possibilità che tentar la fuga, anche a costo della propria vita.
Giunta l'occasione propizia, Joss evaderà e riuscirà a tornare a Parigi, e una volta giunto in città, prenderà segretamente contatto con i suoi superiori, comunicando loro che egli è ancora disposto a concludere il lavoro, in vista della visita ufficiale del presidente Njala al Palazzo dell'Eliseo. La preparazione tattica di Beaumont è superlativa: uccide dapprima il commissario Rosin e con un abile tranello riesce a entrare nel castello dove risiede il presidente Njala. Qua beffa tutti coloro che lo avevano tradito: con uno stratagemma fa in modo che l'ispettore ausiliario Farges uccida Njala. Joss si ritrova ora braccato dalle autorità e, consapevole del rischio comportato dal suo tentativo di vendetta personale, andrà incontro alla propria sorte, preso di mira da vari cecchini, appostati alle finestre del palazzo dove si teneva l'incontro, con la risolutezza e la determinazione di un uomo che ormai non ha più niente da perdere.

## Colonna sonora
La colonna sonora è stata composta e orchestrata dal maestro Ennio Morricone. Il tema musicale Chi mai, che ha avuto molta fama ed è tuttora riconosciuto come uno dei più grandi successi del celebre compositore italiano, fu composto in realtà per Maddalena, un film del 1971, ma Jean-Paul Belmondo lo impose al regista anche per questo film. L'attore era affezionato a questo commento musicale, tanto che in suo onore è stato suonato anche in occasione del suo funerale il 10 settembre 2021 a Saint-Germain-des-Prés.

## Critica
All'epoca della sua uscita il film riscosse un ottimo successo al botteghino, ottenendo grandi pareri e splendide recensioni da parte della critica francese, che ne ossequiò specialmente le magistrali performance di Jean-Paul Belmondo e di Robert Hossein, la straordinaria qualità tecnica della pellicola e la maestosa colonna sonora del maestro Ennio Morricone.

## Curiosità
- Le sequenze ambientate in Africa sono state in realtà girate nella zona della Camargue, in Francia, in piena estate.
- All'interno del film tra le scene d'azione del film è presente un celebre inseguimento automobilistico tra una Fiat 131 Supermirafiori terza serie (guidata da Jean-Paul Belmondo) ed una Peugeot 504 (con alla guida Bernard-Pierre Donnadieu).
- In più interviste Georges Lautner ha dichiarato che il duello sotto il sole, epico ed emozionante, tra Jean-Paul Belmondo e Robert Hossein è un omaggio che il regista francese ha voluto fare a Sergio Leone. Anche l'autore delle colonne sonore dei western leoniani e del poliziesco in questione è lo stesso, ossia il compositore Ennio Morricone.